# Soul II Soul
Soul II Soul er en Pop/Electronica-gruppe fra Storbritannien. Gruppen blev startet af Jazzie B i 1988. Soul II Soul gik i opløsning i 1997.

## Diskografi
- Back to life (1989)
- Vol ii (1990)
- Vol II-1990 A New Decade (1990)
- Just right (1991)
- Volume v (1995)
- Time for change (1997)

| Musikgruppe | Spire Denne artikel om en britisk musikgruppe er en spire som bør udbygges. Du er velkommen til at hjælpe Wikipedia ved at udvide den. |